# Плавання на літніх Олімпійських іграх 2020 — 100 метрів вільним стилем (жінки)
Змагання з плавання на 100 метрів вільним стилем серед жінок на літніх Олімпійських іграх 2020 відбувалися з 28 до 30 липня 2021 року в Олімпійському центрі водних видів спорту. Це була двадцять п'ята поспіль поява цієї дисципліни на Олімпійських іграх. Її проводили на кожній Олімпіаді, починаючи з 1912 року.

## Рекорди
Перед цими змаганнями чинні світовий і олімпійський рекорди були такими:
| Світовий рекорд     | Сара Шестрем (SWE)                           | 51.71 | Будапешт, Угорщина       | 23 липня 2017  | [ 2 ]       |
| Олімпійський рекорд | - Сімоне Мануель (USA) - Пенні Олексяк (CAN) | 52.70 | Ріо-де-Жанейро, Бразилія | 11 серпня 2016 | [ 3 ] [ 4 ] |

## Кваліфікація
Олімпійський кваліфікаційний норматив для цієї дисципліни становить 54,38 секунди. За цим нормативом від кожного Національного олімпійського комітету (NOC) можуть автоматично кваліфікуватися щонайбільше дві плавчині, виконавши його на затверджених кваліфікаційних змаганнях. Норматив олімпійського відбору становить 56,01 секунди. За цим нормативом від кожного НОК може кваліфікуватися щонайбільше одна плавчиня, що посідає досить високе місце у світовому рейтингу, поки не буде вичерпано квоту для всіх плавальних дисциплін. НОК, що ще не має плавчині в жодній дисципліні, може скористатися зі свого права на універсальну квоту.

## Формат змагань
Змагання складаються з трьох раундів: попередні запливи, півфінали та фінал. Плавчині, що показали 16 найкращих результатів у попередніх запливах, виходять до півфіналів. Плавчині, що показали 8 найкращих результатів у півфіналах, виходять до фіналу. У тому разі, коли на останнє місце потрапляння до півфіналів чи фіналу претендують дві чи більше плавчині з однаковим часом, передбачено перепливання.

## Розклад
Змагання тривають три дні, кожен раунд наступного дня.
Часовий пояс - японський стандартний час (UTC + 9)
| Дата               | Час   | Раунд             |
| ------------------ | ----- | ----------------- |
| 28 липня 2021 року | 19:00 | Попередні запливи |
| 29 липня 2021 року | 10:53 | Півфінали         |
| 30 липня 2021 року | 10:59 | Фінал             |

## Результати

### Попередні запливи
Плавчині, що показали 16 найкращих результатів незалежно від запливу, виходять до півфіналу.
| Місце | Заплив | Доріжка | Плавчиня                    | Країна                           | Час     | Примітки |
| ----- | ------ | ------- | --------------------------- | -------------------------------- | ------- | -------- |
| 1     | 6      | 4       | Емма Маккеон                | Австралія (AUS)                  | 52.13   | Q, OR    |
| 2     | 6      | 5       | Шівон Хогі                  | Гонконг (HKG)                    | 52.70   | Q, AS    |
| 3     | 6      | 6       | Анна Гопкін                 | Велика Британія (GBR)            | 52.75   | Q        |
| 4     | 7      | 4       | Кейт Кемпбелл               | Австралія (AUS)                  | 52.80   | Q        |
| 5     | 5      | 4       | Сара Шестрем                | Швеція (SWE)                     | 52.91   | Q        |
| 6     | 7      | 5       | Пенні Олексяк               | Канада (CAN)                     | 52.95   | Q        |
| 7     | 5      | 2       | Пернілле Блуме              | Данія (DEN)                      | 52.96   | Q        |
| 8     | 7      | 6       | Ян Цзюньсюань               | Китай (CHN)                      | 53.02   | Q        |
| 9     | 5      | 5       | Фемке Гемскерк              | Нідерланди (NED)                 | 53.10   | Q        |
| 10    | 7      | 1       | Кайла Санчес                | Канада (CAN)                     | 53.12   | Q        |
| 11    | 5      | 3       | Еббі Вейтцейл               | США (USA)                        | 53.21   | Q        |
| 12    | 7      | 3       | Мішель Колеман              | Швеція (SWE)                     | 53.53   | Q        |
| 13    | 5      | 1       | Сігне Бро                   | Данія (DEN)                      | 53.54   | Q        |
| 14    | 7      | 2       | Фрея Андерсон               | Велика Британія (GBR)            | 53.61   | Q        |
| 15    | 5      | 6       | Шарлотт Бонне               | Франція (FRA)                    | 53.67   | Q        |
| 16    | 6      | 2       | Марі Ваттель                | Франція (FRA)                    | 53.71   | QSO      |
| 16    | 6      | 4       | Раномі Кромовідьойо         | Нідерланди (NED)                 | 53.71   | QSO, WD  |
| 18    | 6      | 7       | Еріка Браун                 | США (USA)                        | 53.87   |          |
| 18    | 7      | 7       | У Цінфен                    | Китай (CHN)                      | 53.87   |          |
| 20    | 5      | 7       | Марія Камєнєва              | Олімпійський комітет Росії (ROC) | 53.92   |          |
| 21    | 6      | 1       | Барбора Сіманова            | Чехія (CZE)                      | 53.98   |          |
| 22    | 6      | 8       | Андреа Мурез                | Ізраїль (ISR)                    | 54.06   | NR       |
| 23    | 4      | 8       | Фанні Теййонсала            | Фінляндія (FIN)                  | 54.69   |          |
| 24    | 5      | 8       | Яня Шегель                  | Словенія (SLO)                   | 54.73   |          |
| 25    | 4      | 5       | Ерін Галлагер               | ПАР (RSA)                        | 54.75   |          |
| 26    | 4      | 7       | Марія Уголкова              | Швейцарія (SUI)                  | 54.86   |          |
| 27    | 4      | 4       | Лідон Муньйос               | Іспанія (ESP)                    | 54.97   |          |
| 28    | 4      | 3       | Шкурдай Анастасія Євгенівна | Білорусь (BLR)                   | 55.17   |          |
| 29    | 3      | 4       | Калія Антоніу               | Кіпр (CYP)                       | 55.38   |          |
| 30    | 4      | 6       | Ларісса Олівейра            | Бразилія (BRA)                   | 55.53   |          |
| 31    | 3      | 6       | Аніка Дельгадо              | Еквадор (ECU)                    | 55.56   |          |
| 32    | 4      | 2       | Жюлі Мейнен                 | Люксембург (LUX)                 | 55.69   |          |
| 33    | 3      | 5       | Фаріда Осман                | Єгипет (EGY)                     | 55.74   |          |
| 34    | 3      | 7       | Снефрідур Йоруннардоттір    | Ісландія (ISL)                   | 56.15   |          |
| 35    | 3      | 1       | Б'янка Костя                | Румунія (ROM)                    | 56.35   |          |
| 36    | 4      | 1       | Цюань Тін Вень              | Сінгапур (SGP)                   | 56.36   |          |
| 37    | 3      | 3       | Ієва Малука                 | Латвія (LAT)                     | 56.39   |          |
| 38    | 3      | 2       | Міріам Шіген                | Пуерто-Рико (PUR)                | 56.64   |          |
| 39    | 3      | 8       | Амель Меліх                 | Алжир (ALG)                      | 56.65   |          |
| 40    | 2      | 4       | Мія Блажевська Емінова      | Північна Македонія (MKD)         | 57.19   |          |
| 41    | 2      | 3       | Джилліан Крукс              | Кайманові Острови (CAY)          | 57.32   |          |
| 42    | 2      | 5       | Дженджира Срісаард          | Таїланд (THA)                    | 57.42   |          |
| 43    | 2      | 7       | Марія Шуцмаєр               | Нікарагуа (NCA)                  | 57.94   |          |
| 44    | 2      | 1       | Коллін Фюрґесон             | Маршаллові Острови (MHL)         | 58.71   |          |
| 45    | 2      | 2       | Варсенік Манучарян          | Вірменія (ARM)                   | 59.18   |          |
| 46    | 2      | 6       | Джинн Бутб'єн               | Сенегал (SEN)                    | 59.27   |          |
| 47    | 2      | 8       | Катаріна Соуза              | Ангола (ANG)                     | 59.35   |          |
| 48    | 1      | 3       | Абіола Огунбанво            | Нігерія (NGR)                    | 59.74   |          |
| 49    | 1      | 4       | Андела Антунович            | Чорногорія (MNE)                 | 1:00.01 |          |
| 50    | 1      | 5       | Гауріка Сінгх               | Непал (NEP)                      | 1:00.11 |          |
| 51    | 1      | 6       | Мінері Гомес                | Гуам (GUM)                       | 1:04.00 |          |
| 52    | 7      | 7       | Федеріка Пеллегріні         | Італія (ITA)                     | DNS     |          |

Перепливання
| Місце | Доріжка | Плавчиня    | Країна      | Час   | Примітки |
| ----- | ------- | ----------- | ----------- | ----- | -------- |
| 1     | 4       | Еріка Браун | США (USA)   | 53.51 |          |
| 2     | 5       | У Цінфен    | Китай (CHN) | 54.47 |          |

### Півфінали
Плавчині, що показали 8 найкращих результатів незалежно від запливу, виходять до фіналу.
| Місце | заплив | Доріжка | Плавчиня       | Країна                | Час   | Примітки |
| ----- | ------ | ------- | -------------- | --------------------- | ----- | -------- |
| 1     | 2      | 4       | Емма Маккеон   | Австралія (AUS)       | 52.32 | Q        |
| 2     | 1      | 4       | Шівон Хогі     | Гонконг (HKG)         | 52.40 | Q, AS    |
| 3     | 1      | 5       | Кейт Кемпбелл  | Австралія (AUS)       | 52.71 | Q        |
| 4     | 2      | 3       | Сара Шестрем   | Швеція (SWE)          | 52.82 | Q        |
| 5     | 1      | 3       | Пенні Олексяк  | Канада (CAN)          | 52.86 | Q        |
| 6     | 1      | 6       | Фемке Гемскерк | Нідерланди (NED)      | 52.93 | Q        |
| 7     | 2      | 2       | Еббі Вейтцейл  | США (USA)             | 52.99 | Q        |
| 8     | 2      | 5       | Анна Гопкін    | Велика Британія (GBR) | 53.11 | Q        |
| 9     | 1      | 1       | Марі Ваттель   | Франція (FRA)         | 53.12 |          |
| 10    | 2      | 6       | Пернілле Блуме | Данія (DEN)           | 53.26 |          |
| 11    | 1      | 7       | Фрея Андерсон  | Велика Британія (GBR) | 53.53 |          |
| 12    | 2      | 7       | Сігне Бро      | Данія (DEN)           | 53.55 |          |
| 13    | 2      | 8       | Еріка Браун    | США (USA)             | 53.58 |          |
| 14    | 1      | 2       | Мішель Колеман | Швеція (SWE)          | 53.73 |          |
| 15    | 2      | 1       | Шарлотт Бонне  | Франція (FRA)         | 54.10 |          |
| 16    | 1      | 8       | У Цінфен       | Китай (CHN)           | 54.86 |          |

### Фінал
| Місце | Доріжка | Ім'я           | Країна                | Час   | Примітки |
| ----- | ------- | -------------- | --------------------- | ----- | -------- |
| 1     | 4       | Емма Маккеон   | Австралія (AUS)       | 51.96 | OR       |
| 2     | 5       | Шівон Хогі     | Гонконг (HKG)         | 52.27 | AS       |
| 3     | 3       | Кейт Кемпбелл  | Австралія (AUS)       | 52.52 |          |
| 4     | 2       | Пенні Олексяк  | Канада (CAN)          | 52.59 | NR       |
| 5     | 6       | Сара Шестрем   | Швеція (SWE)          | 52.68 |          |
| 6     | 7       | Фемке Гемскерк | Нідерланди (NED)      | 52.79 |          |
| 7     | 8       | Анна Гопкін    | Велика Британія (GBR) | 52.83 |          |
| 8     | 1       | Еббі Вейтцейл  | США (USA)             | 53.23 |          |